# Horsfieldia atjehensis
Espèce
Statut de conservation UICN

 VU D2 : Vulnérable
Horsfieldia atjehensis est une espèce de plante de la famille des Myristicaceae, endémique d'Indonésie.